# VGBoxArt
VGBoxArt(브이지박스아트)는 비디오 게임의 포장 제품에 그려진 그림 따위를 그려서 올리는 웹사이트다. 비디오 게임의 포장 그림을 주제로 하고 있으나 영화 DVD 포장 그림이나 책 표지 등도 다루고 있다.